# 车民街道
车民街道，是中华人民共和国贵州省黔东南苗族侗族自治州榕江县下辖的一个乡镇级行政单位。2019年8月8日设置车民街道，辖原古州镇文体中心社区、富民社区、卧龙社区、东环阳光社区、东环特和社区、车寨社区。

## 行政区划
车民街道下辖以下地区：
月寨村、大十字社区、梨子园社区、场坝社区、丰乐村、杨家湾村、头塘村、仁育堡村、石灰厂村、都什村、八吉村、高埂村、高台村、滚玉村、乌花村、三盘村、高懂村、料里村、高兴村、高文村、高武村、章鲁村、车江一村、车江二村、车江三村、寨头村、荫塘村、六百塘村、口寨村、小堡村、马鞍村、打摆村、领真村和华优村。

## 交通
- 贵广客运专线：榕江站